# نظریه‌های توطئه جرج سوروس

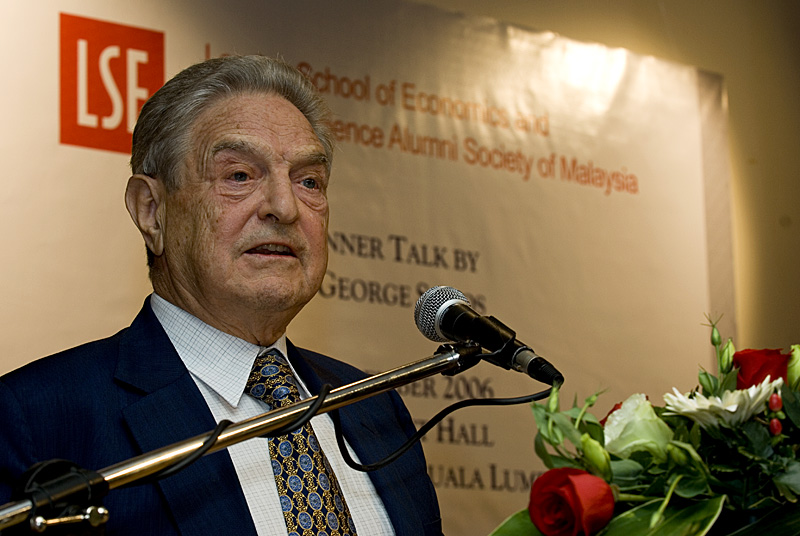
جرج سوروس در حال سخنرانی در کشور مالزی در سال ۲۰۰۶.

ادعای توطئه در مورد جرج سوروس از زمان اوج گیری اقتصادی جرج سوروس به گونه‌های مختلف شکل گرفته‌است. بیشتر این ادعای توطئه‌ها با محوریت باورهای سیاسی و ثروت اقتصادی او مرتبط هستند و در حلقه‌های ملی‌گرایانه و محافظه‌کار متداول است. ادعای توطئه در مورد جرج سوروس با توطئه  خانواده روتشیلد که در سده نوزدهم میلادی در اروپا متداول بود قابل مقایسه است.

## مالزی
به نظر ماهاتیر محمد، نخست وزیر پیشین مالزی ، جرج سوروس در بحران اقتصادی بازار شرق آسیا در سال ۱۹۹۷ نقش داشته‌است. از نظر ماهاتیر محمد، در مدت زمان سه سال که به این بحران اقتصادی منتهی شد، سوروس در بازارهای بورس آسیای شرقی سرمایه‌گذاری کرد و به محض مشاهده از دست رفتن ارزش پول تایلند سرمایه خود را به یک باره خارج کرد.
سوروس در پاسخ به ماهاتیر محمد گفت که او قصد دارد اشتباهات اقتصادی خود را به گردن سوروس بیندازد، چرا که وعده ماهاتیر محمد مبنی بر ممنوعیت معاوضه ارزی یک فاجعه بود و ماهاتیر محمد خطری برای کشور مالزی است. سوروس و ماهاتیر در چند مصاحبه در تلویزیون و روزنامه‌ها طی ۹ سال به نقد دیگری مشغول بودند. در سال ۲۰۰۶، سوروس به مالزی سفر کرد و برای اولین بار با ماهاتیر ملاقات کرد، در این دیدار ماهاتیر ادعای خود مبنی بر مسئولیت سوروس در بحران اقتصادی شرق آسیا را نفی کرد.

## گلن بک
گلن بک مجری محافظه کار تلویزیون، در تاریخ ۹ نوامبر ۲۰۱۰، برنامه‌ای یک ساعته با عنوان عروسک‌گردان را اجرا کرد، این برنامه به جرج سوروس اختصاص داشت. بک در این برنامه عنوان کرد که سوروس در کودکی با نازی‌ها همکاری کرده‌است و اکثر افراد او رایهودی‌ستیز می‌دانند. این برنامه با واکنش گروه‌های یهودی مواجه شد. بک در تاریخ ۱۰ و ۱۱ نوامبر دو برنامه دیگر را به سوروس اختصاص داد و در آنها سورورس را به برنامه‌ریزی برای نابودی اقتصاد آمریکا و برقراری نظم نوین متهم کرد. این سخنان باعث شد جان استوارت (مجری تلویزیونی) در تاریخ ۱۸ نوامبر بک را در برنامه طنز خود مسخره کند. بک در تاریخ ۲۵ نوامبر استوارت را به تبدیل کردن مردم به گوسفند متهم کرد.

## لیندن لاروش
لیندن لاروش، کاندیدای ریاست جمهوری آمریکا، به چاپ کتابی اقدام کرد که در آن ادعا شده‌است سوروس رهبر قاچاق مواد مخدر در جهان است.

## آسیای میانه
برخی از برنامه‌های سوروس مبنی بر گسترش دموکراسی در کشورهای قزاقستان و ترکمنستان ممنوع شده‌اند. ارسیس کورتولوس، رئیس انجمن شفافیت اجتماعی در ترکیه در مصاحبه‌ای عنوان کرد «سوروس با استفاده از سازمان‌های غیر دولتی خواسته خود در اوکراین و گرجستان را پیاده کرد. سال گذشته روسیه قانونی را تصویب کرد که سازمان‌های غیردولتی حق دریافت کمک نقدی از شهروندان خارجی را ندارند. به نظرم این قانون باید در ترکیه نیز تصویب شود.»

## مقاله سال ۲۰۱۱ فوربز
در سال ۲۰۱۱ فوربز مقاله‌ای درباره جرج سوروس به چاپ رساند. این مقاله اشاره کرده‌است که بسیاری از شهروندان کشورهای اروپای شرقی و آسیای میانه از سوروس متنفر هستند چون از ثروت خود برای تغییر نظام‌های سیاسی آن کشورها استفاده می‌کند. این امر باعث گسترش روحیه آمریکاستیزی شده‌است و برای نظام‌های خودکامه امکان سخن گفتن علیه دیپلمات‌های آمریکایی را فراهم کرده‌است.

## ایران
گروه‌های اصول‌گرا سوروس را به برنامه‌ریزی برای براندازی نظام جمهوری اسلامی ایران متهم می‌کنند و جرج سوروس را از عوامل مؤثر در ناآرامی‌های سال ۱۳۸۸ می‌دانند. همچنین روزنامه کیهان، مدعی است سیدمحمد خاتمی، دیداری با جرج سوروس داشته است. پس از این ادعا دفتر محمد خاتمی و دفتر جورج سوروس ملاقات یکدیگر را تکذیب کردند.